# Metilisotiazolinone
Il metilisotiazolinone (in inglese: methylisothiazolinone), in breve MIT o MI, è un potente antimicrobico sintetico utilizzato in numerosi prodotti per la cura personale come conservante e in una vasta gamma di applicazioni industriali.
Il suo utilizzo massiccio è cominciato negli anni 1980 in una miscela classificata genericamente come isotiazolinoni in rapporto 1:3 con il metilcloroisotiazolinone, in breve CMIT o MCI. Solo oltre 20 anni dopo, anche come conseguenza della campagna allarmistica contro i parabeni, il metilisotiazolinone è stato proposto da solo come conservante, non abbinato al metilcloroisotiazolinone e conseguentemente senza un'adeguata azione contro lieviti o muffe.
La miscela dei due isotiazolinoni aveva incontrato un immediato successo per l'alta solubilità in acqua e per la minima concentrazione inibitoria molto bassa che faceva presumere un basso profilo tossicologico nel suo utilizzo.
Le concentrazioni a cui può essere impiegata sono infatti 1/100 delle concentrazioni tipiche di altri conservanti antimicrobici.
L'enorme diffusione dell'utilizzo della miscela MI/MCI (1:3), nelle vernici, nel trattamento acque, nell'industria cartaria, negli adesivi, nei tessuti, nei cosmetici, nei detersivi o detergenti liquidi, compresi ammorbidenti, brillantanti e sgrassatori, ha però fatto emergere un notevole problema di sensitizzazione, al punto che la miscela, conosciuta col nome commerciale KATHON, ha provocato un'epidemia di dermatiti allergiche da contatto, evidenziata soprattutto dal suo utilizzo nei cosmetici.
Nel 1989, su indicazione dell'International Contact Dermatitis Research Group, la miscela MI/MCI (1:3) è stata inserita tra gli standard europei per patch test allergologici.
La American Contact Dermatitis Society ha nominato il metilisotiazolinone "allergene a contatto dell'anno 2013".
Il metilisotiazolinone era stato proposto da solo come alternativa ai parabeni vantando un minor rischio sensitizzazioni rispetto alla miscela MI/MCI.
Dopo pochi anni dove l'utilizzo del metilisotiazolinone (non in miscela con il MCI) è cresciuto enormemente, specie nei cosmetici che vantavano il claim "senza parabeni", è emerso che, contrariamente a quanto valutato precedentemente, il rischio sensitizzazioni e reazioni allergiche è alto, almeno quanto quello legato alla miscela MI/MCI.
Gli organi di controllo hanno rivalutato il problema e nell'Unione europea sono state introdotte restrizioni e limitazioni d'uso più stringenti.
In vari settori industriali, in particolare vernici e detergenti, come alternativa è stato introdotto il benzisotiazolinone, di cui è riconosciuta una potenziale azione sensibilizzante analoga a quella del metilisotiazolinone.

## Azione antimicrobica
Il metilisotiazolinone è compatibile con un'ampia gamma di fungicidi con cui viene normalmente abbinato.
È un potente battericida sia verso i Gram-positivi sia verso i Gram-negativi.
La sua minima concentrazione inibitoria (MIC) si misura in decine di ppm.
| Batteri                           | MIC (ppm) |
| Enterobacter aerogenes ATCC 15038 | 30        |
| Pseudomonas aeruginosa ATCC 15442 | 40        |
| Burkholderia cepacia ATCC 17765   | 20        |
| Pseudomonas oleovorans ATCC 8062  | 30        |
| Pseudomonas putida ATCC 795       | 20        |
| Staphylococcus aureus ATCC 6538   | 40        |

## Utilizzo cosmetico
Il settore dove il metilisotiazolinone ha avuto maggior diffusione è stato quello cosmetico. Il cosmetico è stato anche l'utilizzo, assieme a quello delle vernici, dove si sono registrati più casi di sensitizzazione e dermatiti allergiche da contatto.
La nomenclatura INCI che gli è stata assegnata è METHYLISOTHIAZOLINONE, che è diventato il nome comune con cui è conosciuto.
Fino al 2013, la massima concentrazione di utilizzo ammessa nel cosmetico all'interno dell'Unione europea era 100 ppm per qualunque tipo di cosmetico, per poi diventare 15 ppm, restringendo l'uso solo ai cosmetici che comportano il risciacquo.